# Вулкенешть (Ніспоренський район)
Вулкенешть (рум. Vulcănești) — село у Ніспоренському районі Молдови. Входить до складу комуни, адміністративним центром якої є село Чорешть.

## Населення
За даними перепису населення 2004 року у селі проживали 1224 особи.
Національний склад населення села:
| Національність       | Кількість осіб | Відсоток |
| -------------------- | -------------- | -------- |
| цигани               | 1057           | 86,4%    |
| молдавани            | 158            | 12,9%    |
| росіяни              | 6              | 0,5%     |
| українці             | 2              | 0,2%     |
| інша / без відповіді | 1              | 0,1%     |
| Всього               | 1224           | 100%     |